# У Хуэйжу
У Хуэйжу́ (кит. трад. 吳蕙如, упр. 吴蕙如, пиньинь Wú Huìrú; род. 12 ноября 1982) — тайваньская спортсменка, стрелок из лука, член национальной сборной Тайваня на Олимпийских играх 2004 и 2008 годов. Бронзовый призёр Олимпийских игр 2004 года в Афинах в командном первенстве.

## Образование
Обучалась в Национальном Тайваньском Университете физического образования и спорта.

## Спортивная карьера
Начала серьезно заниматься стрельбой из лука после совета тренера. По собственному признанию тренируется еженедельно по 45 часов. Считает самыми опасными соперниками лучниц из Южной Кореи. Личный девиз: «Не гордись, когда выигрываешь, но и не сдавайся, когда проигрываешь». Считает, что достижение высокого уровня мастерства было достаточно сложным из-за того, что вместо того чтобы отдыхать в выходные дни вместе с друзьями, она шла в спортшколу и тренировалась. По окончании спортивной карьеры надеется стать успешным тренером по стрельбе из лука.
В 2006 году в Дохе на Летних Азиатских играх в составе сборной завоевала бронзовую медаль в командном первенстве.
В 2007 году на чемпионате мира по стрельбе из лука в Лейпциге выиграла серебряную медаль в командном первенстве. В личном первенстве заняла только 35-е место.

### Олимпийские игры 2004 года
В личном первенстве в квалификационном раунде заняла 10-е место с 663 очками. В отборочном раунде последовательно победила соперницу из Таджикистана Наргис Набиеву (156:142), немку Аню Хитцлер (156:156, в перестрелке 9:8) и польку Юстину Моспинек (160:151). В четвертьфинале уступила будущей серебряной призерке Игр кореянке Ли Сон Джин (104:103). По итогам соревнований заняла 6-е место.

В командных соревнованиях, сборная Тайваня в 1/8 финала победила сборную Японии со счётом 240:226, а в 1/4 финала команду Германии — 233:230. В полуфинальном матче сборная Тайваня уступила соперницам из КНР (226:230). В матче за третье место с результатом 242:228 выиграли у сборной Франции и завоевали бронзовые медали.

### Олимпийские игры 2008 года
В личных соревнованиях в квалификации набрала 634 очка и заняла 29-е место. В отборочном раунде в 1/32 финала проиграла сопернице из Колумбии Лейдис Брито с результатом 98:104 и заняла итоговое 57-е место.

В составе сборной Тайваня вместе с Юань Шуци и Вэй Бисю в первом раунде уступила со счётом 211:215 сборной Италии. В итоговой классификации сборная Тайваня заняла 9-е место.